# Šiljakovac
Šiljakovac (izvirno srbsko Шиљаковац) je naselje v Srbiji, ki upravno spada pod Občino Barajevo; slednja pa je del mesta Beograd.

## Demografija
V naselju živi 537 polnoletnih prebivalcev, pri čemer je njihova povprečna starost 45,8 let (44,0 pri moških in 47,7 pri ženskah). Naselje ima 237 gospodinjstev, pri čemer je povprečno število članov na gospodinjstvo 2,62.
To naselje je v glavnem srbsko (glede na popis iz leta 2002), a v času zadnjih treh popisov je opazno zmanjšanje števila prebivalcev.
|  |

| Demografija | Demografija     | Demografija     |
| Leto        | Št. prebivalcev | Št. prebivalcev |
| ----------- | --------------- | --------------- |
|             |                 |                 |
|             |                 |                 |
|             |                 |                 |
|             |                 |                 |
| 1948        | 860             |                 |
| 1953        | 845             |                 |
| 1961        | 822             |                 |
| 1971        | 755             |                 |
| 1981        | 732             |                 |
| 1991        | 711             | 610             |
| 2002        | 739             | 620             |
|             |                 |                 |

| Etnična sestava po popisu iz leta 2002 | Etnična sestava po popisu iz leta 2002 | Etnična sestava po popisu iz leta 2002 | Etnična sestava po popisu iz leta 2002 | Etnična sestava po popisu iz leta 2002 |
| -------------------------------------- | -------------------------------------- | -------------------------------------- | -------------------------------------- | -------------------------------------- |
| Srbi                                   | Srbi                                   |                                        | 598                                    | 96,45%                                 |
| Jugoslovani                            | Jugoslovani                            |                                        | 7                                      | 1,12%                                  |
| Hrvati                                 | Hrvati                                 |                                        | 3                                      | 0,48%                                  |
| Bolgari                                | Bolgari                                |                                        | 3                                      | 0,48%                                  |
| Črnogorci                              | Črnogorci                              |                                        | 2                                      | 0,32%                                  |
| Madžari                                | Madžari                                |                                        | 1                                      | 0,16%                                  |
| Makedonci                              | Makedonci                              |                                        | 1                                      | 0,16%                                  |
| Neznano                                | Neznano                                |                                        | 5                                      | 0,80%                                  |